# Вымск
Вымск (бел. Вымск) — упразднённый населённый пункт в Браславском районе Витебской области Беларуси.

## География
Урочище находится в западной части Витебской области, к югу от автодороги Н-2103, на расстоянии приблизительно 15 километров (по прямой) к юго-востоку от города Браслав, административного центра района. Абсолютная высота — 166 метров над уровнем моря.

## История
По состоянию на 1905 год, в застенке Вымск проживал 31 человек (15 мужчин и 16 женщин). В административном отношении входил в состав Иодской волости Дисненского уезда Виленской губернии.
В 1921 году фольварк входил в состав гмины Йоды Дисенского повета Виленского воеводства Второй Польской республики. Числилось 26 жителей (15 мужчин и 11 женщин), проживавших в 4 домах. В этническом составе населения того периода поляки составляли 96,2 %, белорусы — 3,8 %. В конфессиональном составе населения преобладали католики (96,2 %), также были представлены православные христиане (3,8 %).